# Thélis-la-Combe
Thélis-la-Combe település Franciaországban, Loire megyében. Lakosainak száma 143 fő (2022. január 1.). Thélis-la-Combe Le Bessat, La Versanne, Bourg-Argental, Colombier, Graix és Tarentaise községekkel határos.

## Népesség
A település népessége az elmúlt években az alábbi módon változott:
| Lakosok száma | 236  | 164  | 136  | 174  | 171  | 163  | 158  | 149  | 144  | 143  |
|               | 1968 | 1982 | 1990 | 2006 | 2013 | 2015 | 2017 | 2019 | 2020 | 2022 |